# خروس بی‌محل (فیلم ۱۳۴۰)
خروس بی‌محل فیلمی به کارگردانی عزیزالله رفیعی و نویسندگی اسماعیل پورسعید محصول سال ۱۳۴۰ است.

## خلاصه داستان
مستخدمهٔ زیبای خانوادهٔ متمولی در حالی که ارباب خانه، چشمش به دنبال اوست، خود به پسر آقای خانه دل می‌بندد. پسر نیز دلباختهٔ دختر همسایه است ولی مادر مخالف ازدواج پسرش با دختر همسایه است. پس از ماجراهایی سرانجام آقای خانه متنبه شده و بوالهوسی را کنار می‌گذارد. آقازاده نیز موفق می‌شود با دختر محبوبش ازدواج کند.

## بازیگران
- فرانک میرقهاری
- تقی ظهوری
- غلامعلی روانبخش
- پرخیده
- نادره
- شکوه
- همایون
- ازهدی